# Episclerotium
Episclerotium — рід грибів родини Helotiaceae. Назва вперше опублікована 1984 року.

## Класифікація
До роду Episclerotium відносять 2 види:
- Episclerotium sclerotiorum
- Episclerotium sclerotipus